# Aleix Segura
Aleix Segura Vendrell (ur. 1986) – hiszpański pływak i wielokrotny mistrz świata w freedivingu.  W 2016 roku w Barcelonie ustanowił rekord w przebywaniu pod wodą na jednym wdechu, wytrzymując 24 minuty i 3 sekundy.

## Historia
Dzięki uprawianiu łowiectwa podwodnego rozwinął swoje umiejętności w zakresie wstrzymywania oddechu i wziął udział w zawodach freedivingu w 2011 roku. W czasie swoich pierwszych zawodów wstrzymał oddech na ponad 8 minut. W kolejnych sezonach doszedł do 10 minut.
W 2016 roku osiągnął oficjalny Rekord Świata Guinnessa wytrzymując pod wodą na 24 minuty i 3,45 sekundy. Konkurencja, w której startował, pozwala przed podjęciem próby nasycić organizm czystym tlenem.
Obecnie łączy on swoją wolną karierę z działalnością zawodową jako architekt w Barcelonie.